# رستم خان جودكي (مقاطعة دورة)
رستم خان جودكي (بالفارسية: رستم خان جودکی) هي قرية تقع في قسم ويسيان الريفي (مقاطعة دورة) في إيران. يقدر عدد سكانها بـ 25 نسمة بحسب إحصاء 2016.